# Ronald Gillespie
Ronald James Gillespie (Londra, 21 agosto 1924 – Hamilton, 26 febbraio 2021) è stato un chimico britannico naturalizzato canadese, noto principalmente per le sue ricerche sulla geometria delle molecole. Ha sviluppato la teoria VSEPR assieme a Ronald Nyholm.

## Vita
Ronald J. Gillespie nacque a Londra nel 1924 e iniziò a studiare chimica nel 1942 all'University College di Londra, dove nel 1945 ottenne il baccellierato in scienze. Subito dopo entrò a far parte del gruppo di Christopher Ingold, che studiava i meccanismi di nitrazione dei composti aromatici. Il suo compito all'interno del gruppo consisteva nello studiare lo ione nitronio (NO2+), che si forma in miscele di acido solforico (H2SO4) e acido nitrico (HNO3). I risultati del suo lavoro gli permisero nel 1949 di ottenere il titolo di Ph.D. all'Università di Londra. Già prima di conseguire questo titolo fu invitato da Ingold a preparare alcune lezioni universitarie, e dal 1948 al 1950 fu Assistant Lecturer, e subito dopo fu docente (Lecturer) all'University College di Londra. In questo periodo sviluppò le sue ricerche sugli acidi molto forti, oggi noti come superacidi. Nel 1958 si recò in Canada presso l'Università McMaster di Hamilton (Ontario), dove fu Professore di Chimica dal 1960 fino al 1989, quando divenne Professore emerito.
Gillespie ricevette nel corso della sua vita numerosi premi, tra i quali varie lauree honoris causa. Fu anche membro della Royal Society, della Royal Society of Canada, della Royal Society of Chemistry, della American Chemical Society e del Chemical Institute of Canada.

## Ricerche
Uno dei campi di ricerca di Gillespie fu quello dei superacidi, tra i quali l'acido fluorosulfonico (HFSO3) e il suo utilizzo come solvente per non-metalli e semimetalli. Queste ricerche resero possibile la preparazione di cationi poliatomici fino a quel momento sconosciuti, come I2+ o S82+.
Nel campo della chimica del fluoro, affrontò il problema della determinazione del raggio covalente del fluoro nei suoi composti. Questi valori sono molto difficili da determinare a causa della elettronegatività molto elevata e delle piccole dimensioni del fluoro.
I suoi lavori più noti riguardano lo sviluppo, insieme a Ronald Nyholm, del modello VSEPR (acronimo per Valence Shell Electron Pair Repulsion, cioè repulsione delle coppie elettroniche nel guscio di valenza), che permette di stabilire la struttura geometrica delle molecole. La teoria VSEPR può spiegare, ad esempio, la forma angolare della molecola d'acqua. Su questo argomento Gillespie scrisse vari libri, che sono oggi tra le sue opere più importanti e permettono di descrivere o di prevedere la forma delle molecole.
In collaborazione con altri ricercatori, Gillespie sviluppò anche la teoria LCP (Ligand Close Packing), che descrive come le repulsioni tra i leganti attorno a un atomo centrale possono influenzare la forma della molecola.
Oltre ad alcuni libri, Gillespie ha pubblicato più di 370 articoli su riviste scientifiche.

## Pubblicazioni
- Ronald J. Gillespie, Molecular geometry, Van Nostrand Reinhold, 1972, ISBN 978-0-442-02697-4.
- Ronald J. Gillespie, Chemistry (revised), 2ª ed., Allyn & Bacon, 1990, ISBN 978-0-205-12933-1.
- Ronald J. Gillespie, Istvàn Hargittai, The Vsepr model of molecular geometry, Allyn & Bacon, 1991, ISBN 978-0-205-12369-8.
- Ronald J. Gillespie, Atoms, molecules, and reactions: an introduction to chemistry, Prentice Hall, 1994, ISBN 978-0-13-088790-0.
- Ronald J. Gillespie, Paul L. A. Popelier, Chemical bonding and molecular geometry: from Lewis to electron densities, Oxford University Press, 2001, ISBN 978-0-19-510496-7.